# Toropsis gearyi
Toropsis gearyi är en insektsart som beskrevs av Evans 1971. Toropsis gearyi ingår i släktet Toropsis och familjen dvärgstritar. Inga underarter finns listade i Catalogue of Life.